# Uduba andriamihajai
Uduba andriamihajai is een spinnensoort uit de familie Udubidae. De soort komt voor in Madagaskar.